# William Degouve de Nuncques
Pour les articles homonymes, voir Degouve de Nuncques.
William Degouve de Nuncques est un artiste peintre belge, né le 28 février 1867 à Monthermé en France et mort le 1er mars 1935 à Stavelot en Belgique.

## Famille
La famille Degouve de Nuncques est une ancienne famille bourgeoise. Un Charles Degouge, né en 1652, est bourgeois d'Arras, dans l'actuel département du Pas-de-Calais. Il fait enregistrer ses armoiries dans l'armorial d'Hozier en 1696 : de sable à une barre d'argent, chargée de trois billettes de sable. Son fils, Antoine Degouge (1692-1782) est bourgeois , marchand d'Arras et négociant en gros. Son petit-fis, Jacques-François Degouve (1719-1794), bourgeois d'Arras, est victime de la Révolution Française en 1794, condamné à mort par Joseph Le Bon.

## Biographie
Né dans les Ardennes françaises, William Degouve de Nuncques est issu d'une grande et ancienne famille de la bourgeoisie française où les arts furent toujours à l’honneur. L'un de ses oncles est préfet de la Seine, un autre conservateur au musée des beaux-arts de Valenciennes et protecteur du sculpteur Carpeaux. William voue une grande admiration à son père, esprit très cultivé, qui l’initie non seulement à l’art et à la littérature mais aussi à la philosophie, aux sciences et à la musique.

### Les jeunes années
Ses parents s'installent en 1870 à Spa d'abord, puis à Bruxelles après la guerre franco-prussienne de 1870. Il commence à dessiner très tôt sans jamais suivre d'enseignement artistique à proprement parler, hormis les conseils prodigués par le peintre néerlandais Jan Toorop avec lequel il partage un atelier à Machelen en 1883. Il se lie également avec le peintre Henry de Groux qui le prend comme modèle, entre autres pour la tête de son célèbre Christ aux outrages et l'oriente vers le symbolisme,,.

### La période symboliste (1891-1899)

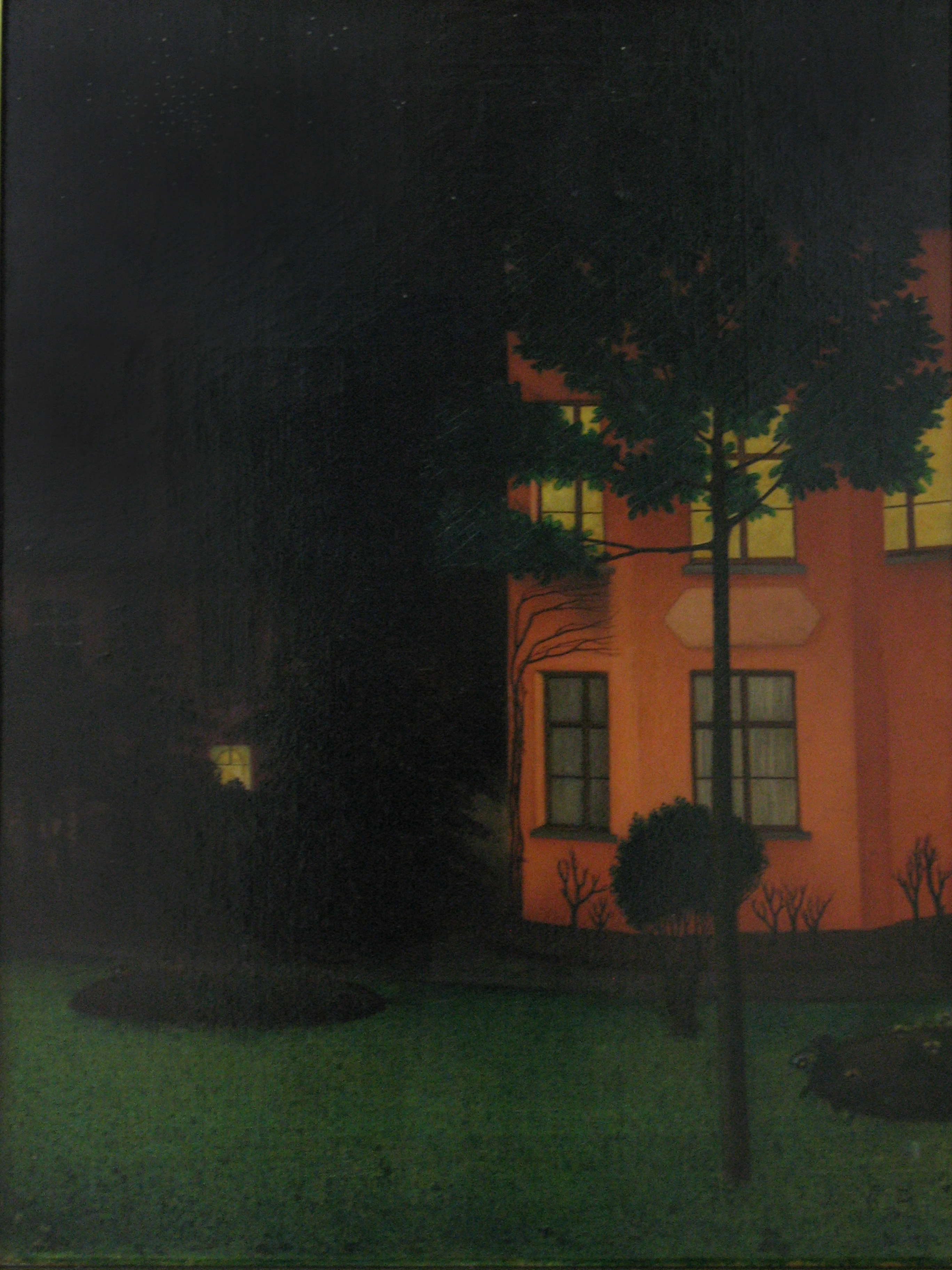
La Maison rose, 1892, musée Kröller-Müller, Otterloo.

Encouragé par Rodin, William Degouve de Nuncques expose pour la première fois en 1890 à Bruxelles. Il se passionne pour les écrits d'Edgar Allan Poe et c'est la Maison Usher qui lui inspire la Maison Rose en 1892. Il montre au Salon de Paris de 1894 la toile Place du Warichet à Perwez, peinte en 1889, qui se vend immédiatement. En 1894, il épouse la belle-sœur d’Émile Verhaeren, l'artiste-peintre Juliette Massin, qui lui fait découvrir les milieux littéraires et artistiques de la Jeune Belgique dont notamment Fritz Thaulow, Maurice Denis et Pierre Puvis de Chavannes, dont il apprécie les œuvres au climat de sourde mélancolie.  La notion d'allégorie rejoint sa conception du symbolisme en alliant suspension du flux temporel, théâtralisation de l'espace voué au spirituel, volonté de sortir de l'histoire et désir de fonction poétique. Il se singularise pourtant de son modèle par un rejet quasi général de la figure humaine, laissant apparaître le recueillement par une mise en retrait de toute individualité, « l'homme n'a nulle place, même pour ses sentiments ».
Il est invité au Salon annuel de 1893 du Groupe des XX où il présente 6 œuvres dont La Maison rose, peinte en 1892 et un dessin représentant son ami Henry de Groux. Il rejoint l'association La Libre Esthétique et expose des scènes nocturnes à l'huile ou au pastel dont il a le secret. Ses œuvres s'inspirent de poètes comme Maurice Maeterlinck et revêtent des aspects surnaturels et des climats étranges accentués par les ambiances nocturnes qui préfigurent le surréalisme.
Sa période symboliste qui dure de 1891 à 1899 est considérée comme la plus originale.

### Sujets religieux et paysages
De 1899 à 1902, il voyage en Autriche, en Provence, en Suisse et aux îles Baléares.

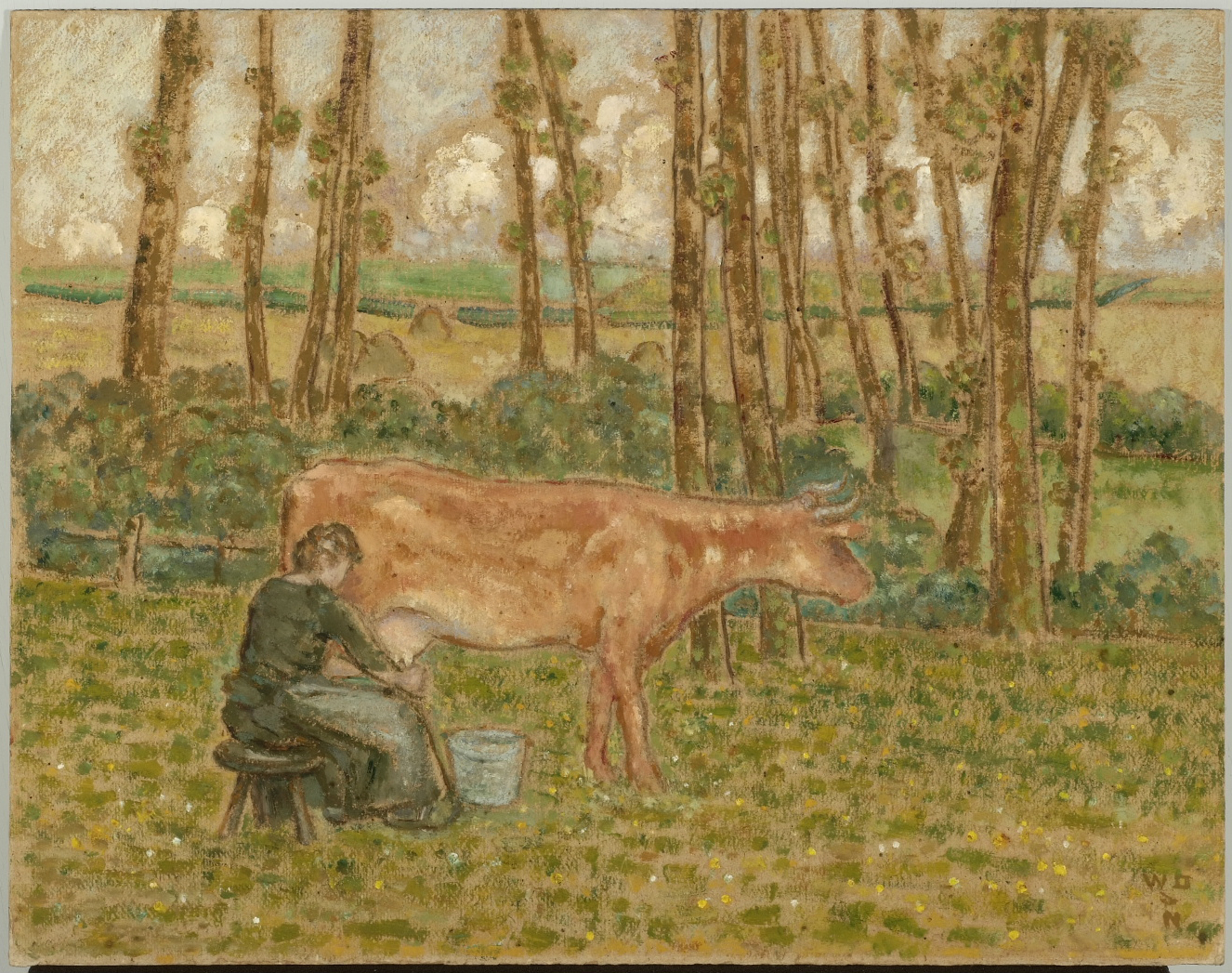
Paysage avec une laitière, c.1910, Musée de Gouda

Juste avant la Première Guerre mondiale, il se lance dans une quête mystique qui oriente son art vers des sujets religieux, tandis que son langage symboliste s'allie à une technique un peu plus expressionniste. Il se fixe aux Pays-Bas en 1914 mais revient à Bruxelles en 1919, au moment de la mort de sa femme qui le plonge dans un profond désespoir. Dévasté, il cesse de peindre pendant les trois années qui suivent.
Il s'installe à la fin de sa vie à Stavelot où il se marie en 1930 avec sa deuxième compagne, Suzanne Poulet (divorcée d'Adrien de Gerlache de Gomery). À Stavelot, il peint les paysages sombres et mélancoliques ardennais, mettant en avant la vie des paysans et des étendues enneigées. Il perd l'usage de sa main. Il meurt à Stavelot en 1935 et est enterré au cimetière d'Uccle.

## Œuvres (sélection)
- La Maison rose (appelé aussi La Maison aveugle = erreur, l'épithète "aveugle" s'applique au suivant Le Canal), 1892, Otterlo, musée Kröller-Müller
- Le Canal(titre correct "Maison aveugle";confusion au moment de transfert de la collection de Mme Kröller à l'État), 1894, huile sur toile, 42,4 × 122,5 cm, Otterlo, musée Kröller-Müller
- Les Anges de la nuit, huile sur toile, 48 × 60 cm, Otterlo, musée Kröller-Müller
- Effet de nuit(titre original "Nuit à Bologna", source Debois), 1896, pastel sur papier, 60 × 34 cm, musée communal des beaux-arts d'Ixelles
- Les Paons, 1896, musées royaux des beaux-arts de Belgique, Bruxelles
- Le cygne noir, huile sur toile, Otterlo, musée Kröller-Müller
- Lac de Côme, 1897, pastel sur papier, 80 × 120 cm, Bruxelles, galerie Patrick Derom
- L'Aurore, 1897, pastel sur carton, 51 × 81 cm, Musée des Beaux-Arts de Gand[8]
- Nocturne au Parc royal de Bruxelles, 1897, pastel sur papier, 65 × 50 cm, Paris, musée d'Orsay
- Paysage enneigé avec barge, 1911, Otterlo, musée Kröller-Müller
- Les amandiers, Baléares, 1902, huile sur toile, 69 x 80 cm, Bruxelles, Musées royaux des Beaux-Arts de Belgique
- Le Dégel à Stavelot, 1924, musée des beaux-arts de Verviers.
- Les corbeaux, 1925, huile sur toile, 140 x 104 cm, propriété de l'État belge - dépôt au Musée de l'Ancienne Abbaye de Stavelot, Belgique

## Galerie

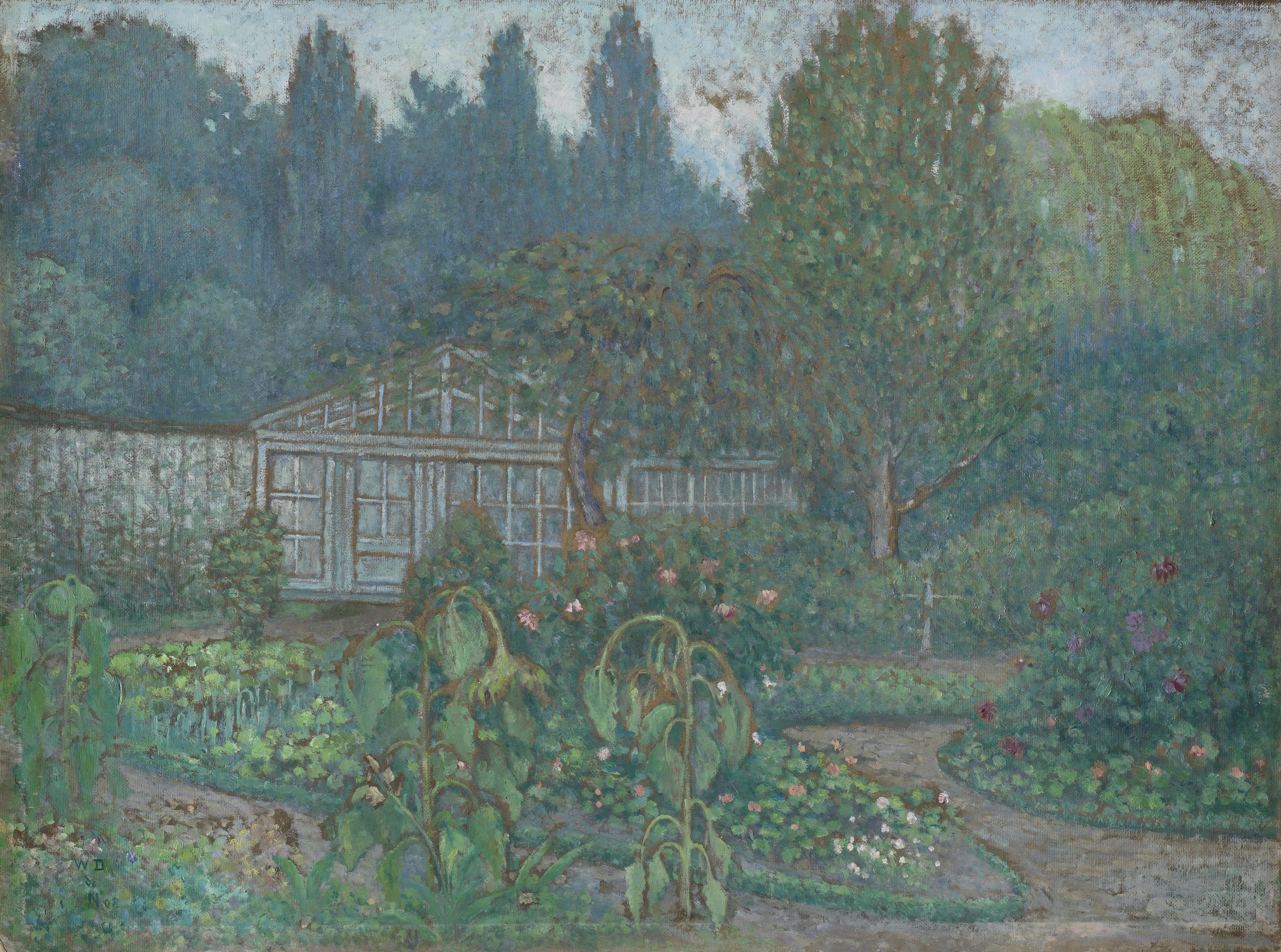
La serre
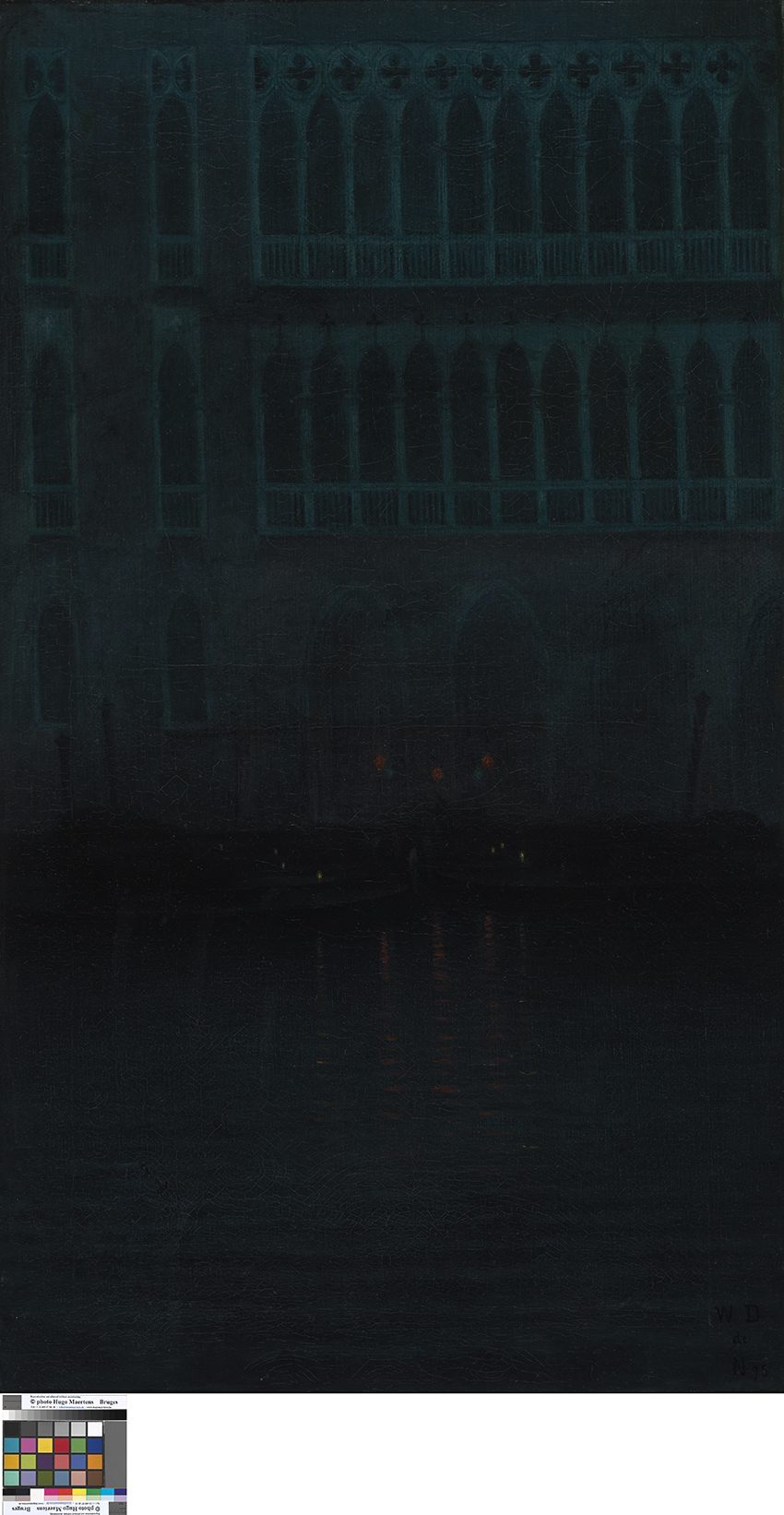
Nuit à Venise, 1895
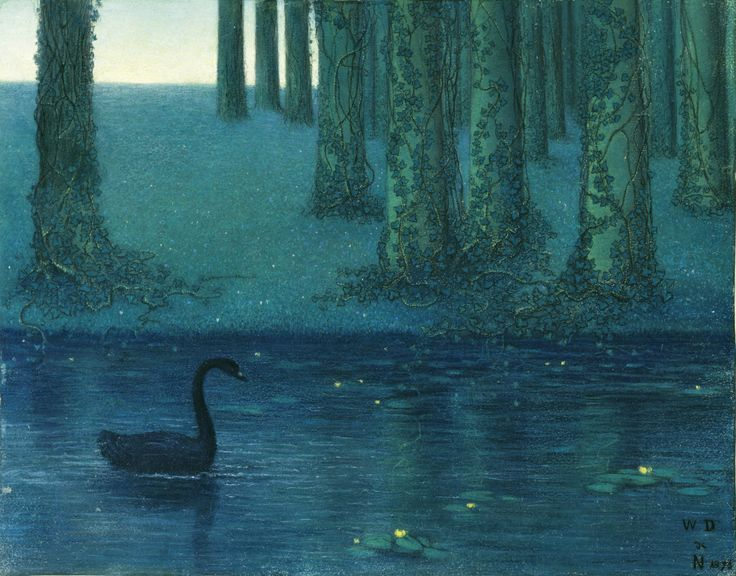
Le cygne noir, 1896
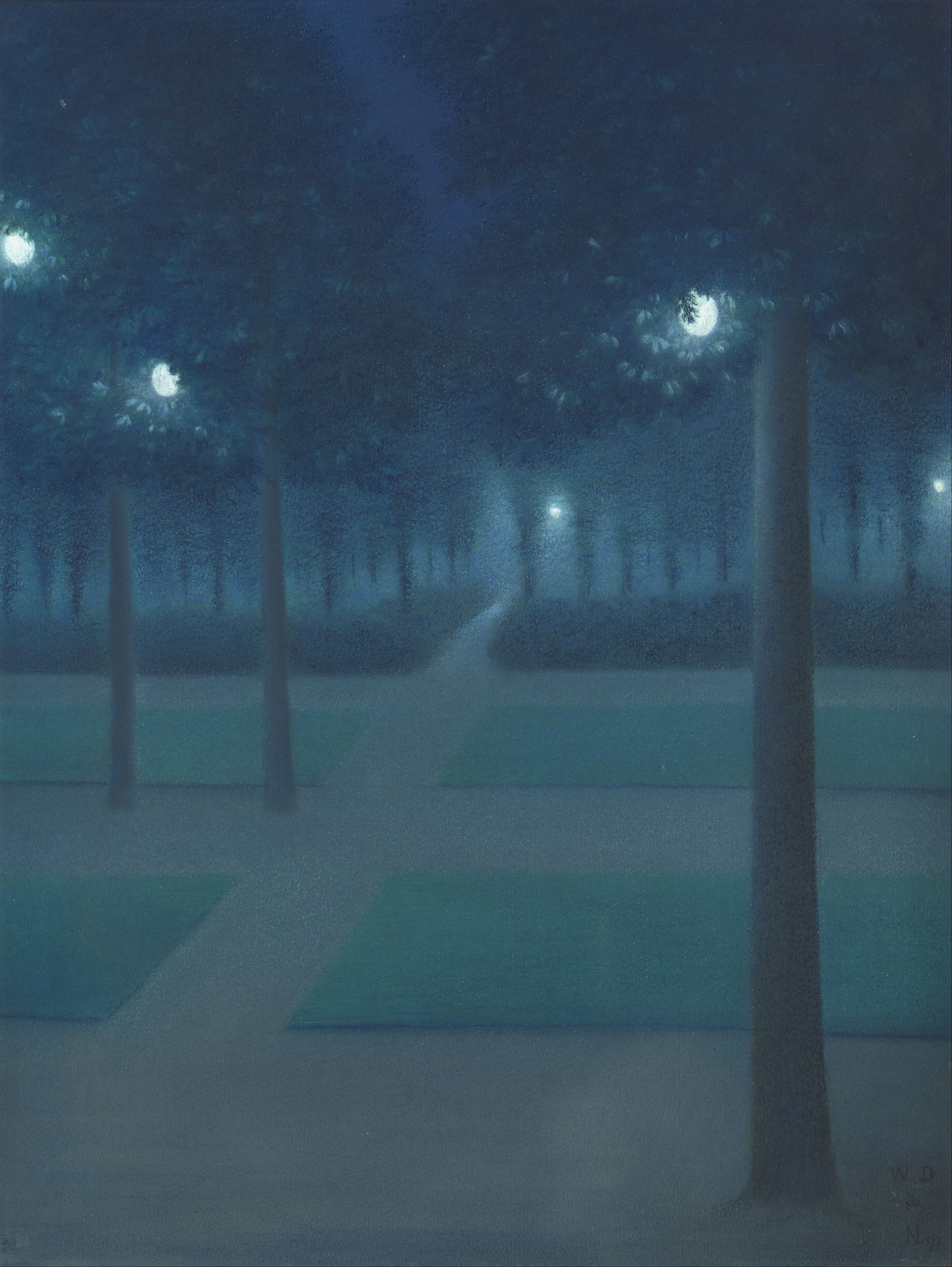
Nocturne au Parc Royal de Bruxelles, 1897
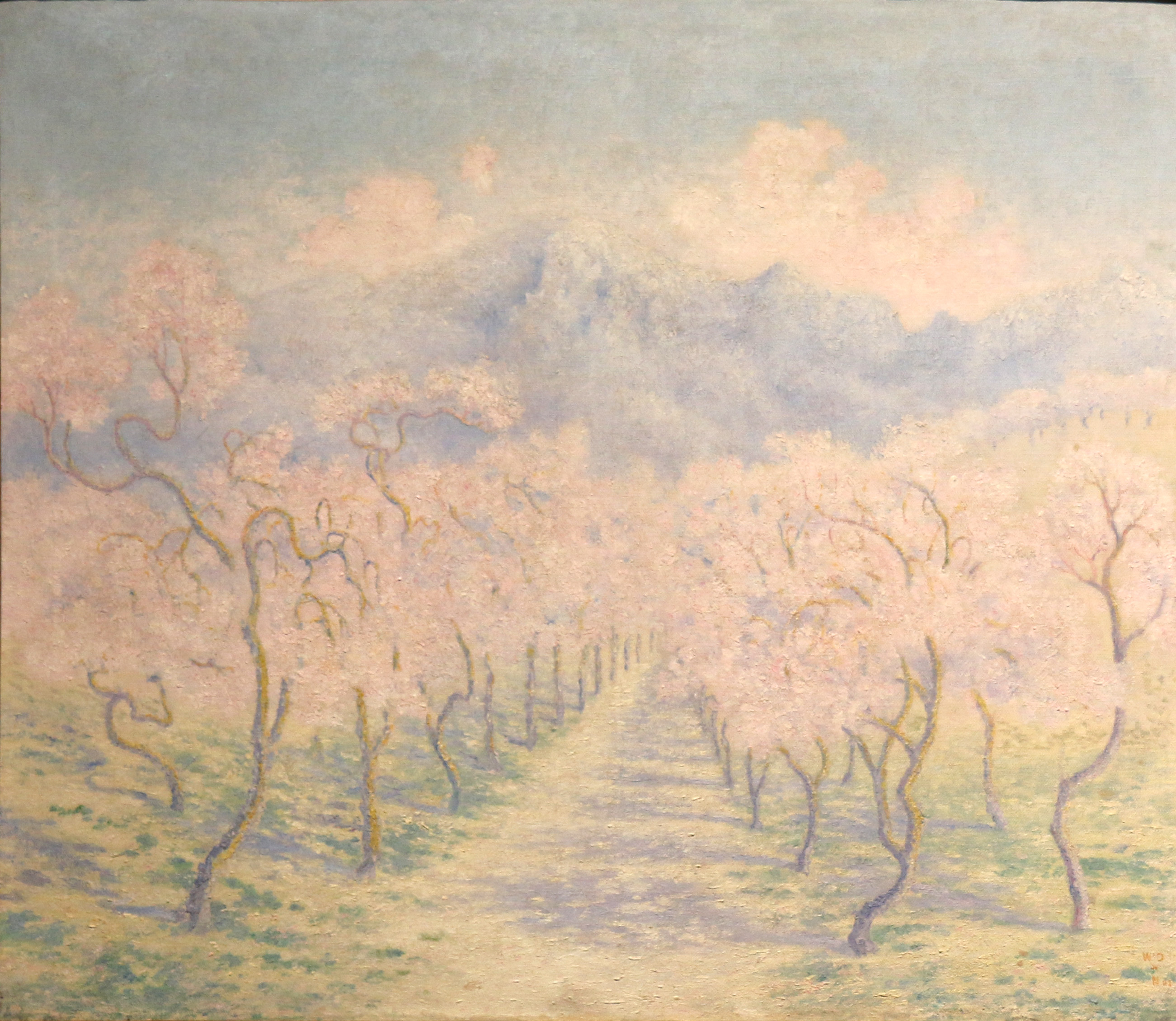
Les amandiers, Baléares, 1902
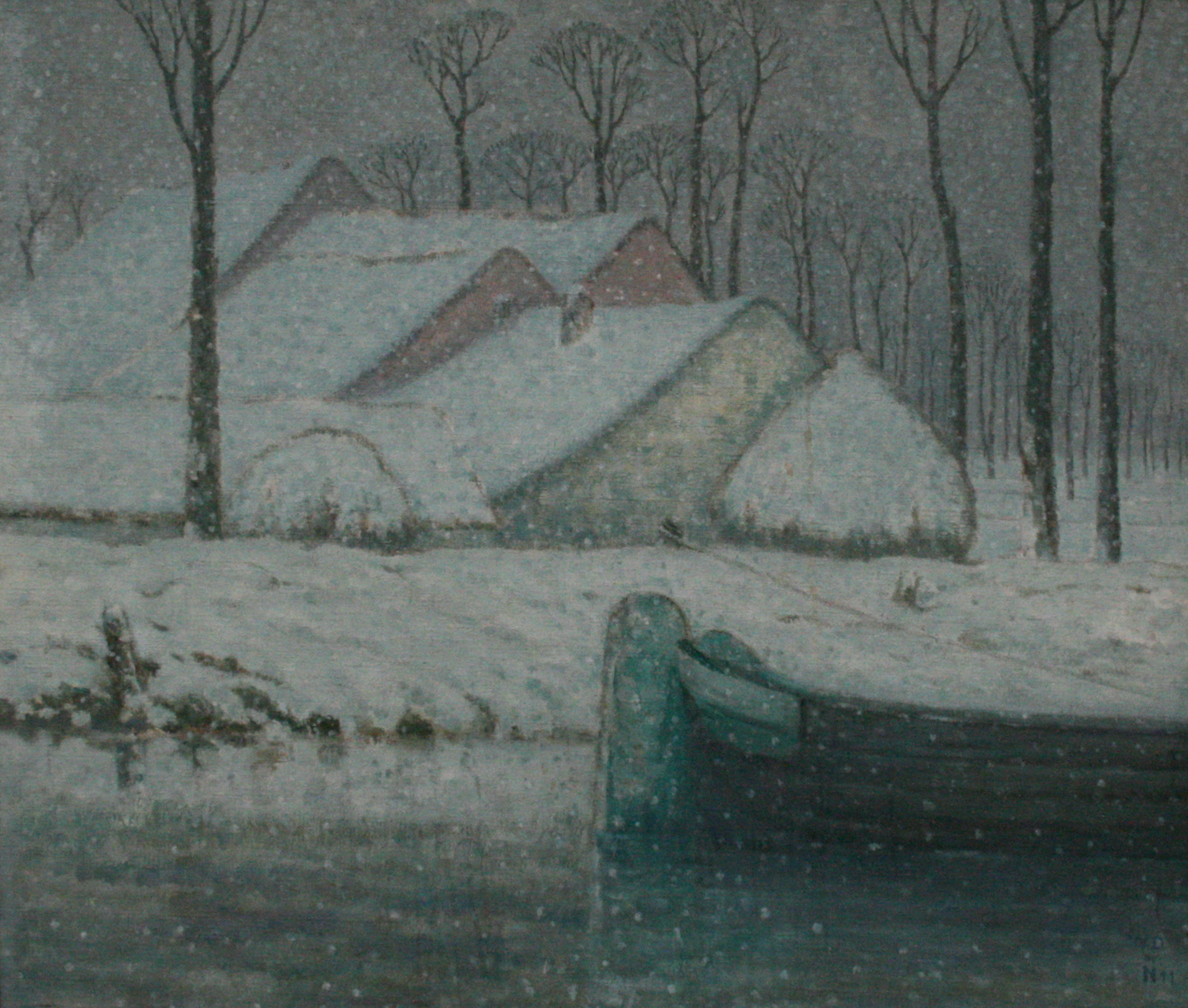
Paysage enneigé avec barge, 1911
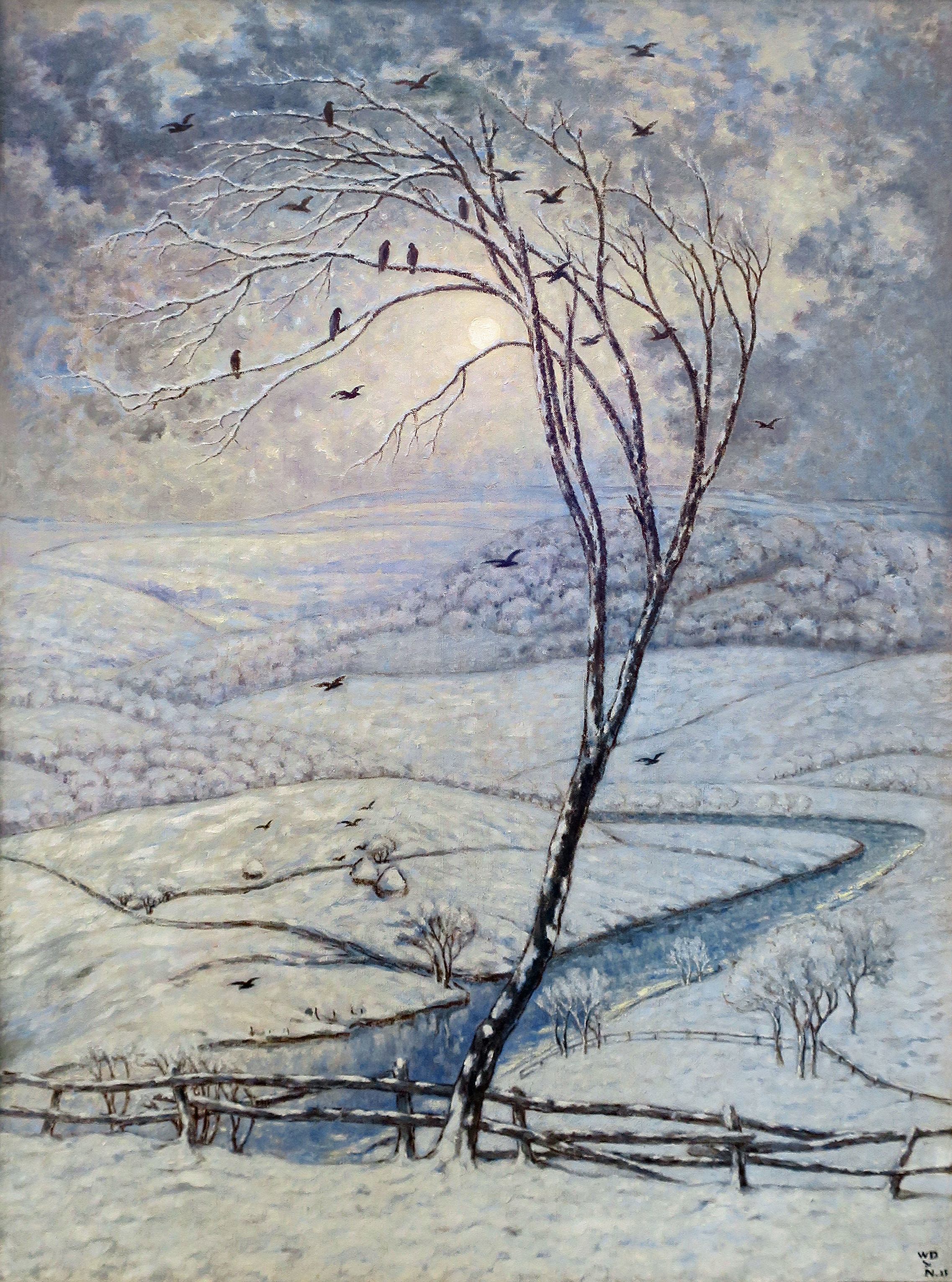
Les Corbeaux, 1925.

## Distinction
- Chevalier de l'ordre de Léopold (14 avril 1920)[9].